# Британський холокост тварин
Британська різанина домашніх тварин подія 1939 року в Сполученому Королівстві, коли більше 750 000 домашніх тварин були вбиті в рамках підготовки до нестачі продовольства під час Другої світової війни.

## Передісторія

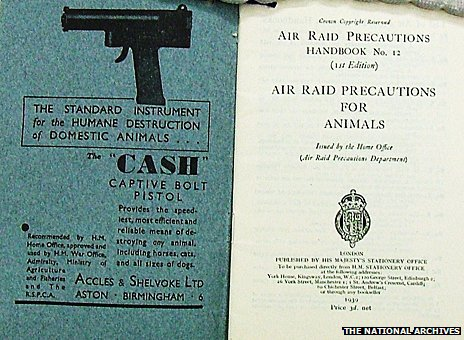
Поради власникам тварин

У 1939 році британський уряд сформував «Національний комітет запобіжних заходів тварин», щоб вирішити, що робити з домашніми тваринами до того, як вибухне війна. Комітет був стурбований тим, що, коли уряду знадобиться продукти, власники домашніх тварин вирішать розділити свій раціон зі своїми домашніми тваринами або залишити своїх вихованців голодувати. У відповідь на це була опублікована брошура під назвою «Поради власникам тварин». У брошурі пропонувалося переміщати домашніх тварин з великих міст в сільську місцевість і «якщо ви не можете помістити їх на піклування сусідів, дійсно буде краще їх знищити». У брошурі також містилося оголошення про пістолет, який можна було б використовувати для гуманного вбивства домашніх тварин. Ця порада була надрукована майже в кожній газеті та оголошена по BBC.

## Знищення
Коли в 1939 році була оголошена війна, багато власників домашніх тварин приходили в лікарні для домашніх тварин, щоб евтаназірувати своїх вихованців. Протягом тижня тільки в Лондоні було вбито за бажанням господарів понад 400 тисяч собак і кішок — тобто приблизно 26 відсотків від їх загальної кількості . Народна ветеринарна амбулаторія була, буквально завалена собаками і котами, яких принесли приспати. Ветлікарні не могли поховати таку кількість трупів тварин, тому їм надали поле, що знаходиться неподалік від будівлі організації. Коли в вересні 1940 року почали бомбити Лондон, ще більше власників домашніх тварин кинулися присипляти своїх вихованців.

### Опір
«Battersea Dogs and Cats Home», вдалося врятувати 145 000 собак протягом війни. Відомим адвокатом проти вбивства домашніх тварин була герцогиня Гамільтон, любителька кішок, яка виступила проти жорстокості і створила свій власний притулок на опалювальному аеродромі в Ферні.

## Наслідки
За оцінками, в ході заходу було вбито більше 750 000 тварин. Багато власників домашніх тварин, після подолання страху перед бомбардуваннями і нестачею їжі, жалкували про вбивство своїх вихованців і звинувачували уряд в тому, що вони почали істерику.